# 天香山命
天香山命（あめのかぐやまのみこと/あまの-）は、日本神話に登場する神。高倉下の別名であるという。

## 概要
天香語山命、天賀吾山命等とも書かれるため、「あめ（ま）のかごやまのみこと」とも読む。
『先代旧事本紀』によれば、天照太神の孫神である饒速日尊（旧事本紀では天火明命と同視する）と、天道日女命との間に生まれた神（天照太神の曾孫神）で、尾張氏等の祖神とされ、物部氏等の祖神である宇摩志摩治命（うましまぢ-）とは母神を異にする兄弟神となっている。『新撰姓氏録』にも見え、後裔氏族として尾張氏（左京神別等）を始め、伊福部氏（左京神別下）・六人部氏（山城神別）・津守氏（摂津神別）等を挙げている。
『先代旧事本紀』の「天神本紀」には、饒速日尊の天孫降臨に従った32柱の1柱に数えられ、「天孫本紀」では、紀伊国の熊野邑（和歌山県新宮市や紀ノ川流域が比定地になっている。）に住み、別名を「手栗彦命（たくりひこ-）」、または「高倉下命」というとあり、以下『記紀』に載せる「高倉下」の伝承と同じ内容を記す（詳しくは高倉下を参照）。
また、新潟県の彌彦神社の社伝に、神武天皇の大和国平定後、勅命を受け越国を平定、開拓に従事したと伝える（詳しくは彌彦神社を参照）。
旧事大成経神社本紀によると讃岐国一宮名神大社田村神社は綏靖天皇の御代(BC580年頃)、当社祭神である天隠山大神（高倉下命）と、その子の天五田根大神（天村雲命）がこの国に至り、この地の祠（現在の田村神社）の場所で国を治めた、と書かれている。

## 祀る神社
- 彌彦神社
- 魚沼神社
- 尾張戸神社
- 田村神社